# Arthur Upfield
Arthur William Upfield (Gosport, 1º settembre 1890 – Bowral, 13 febbraio 1964) è stato uno scrittore britannico naturalizzato australiano di gialli, noto soprattutto per il personaggio dell'investigatore Napoleone Bonaparte "Bony", per il quale si è ispirato ad un tale aborigeno Leon Wood, brillante poliziotto del Queensland conosciuto negli anni venti.
Figlio di un venditore di tessuti, nacque in Inghilterra e fu mandato da quello a Brisbane, in Australia nel 1910. Allo scoppio della prima guerra mondiale si arruolò presso la First Australian Imperial Force - che era stata apposta formata il 15 agosto 1914 per combattere la Germania - il 23 agosto 1914. Dopo un duro addestramento, fu inviato in Egitto, poi a Gallipoli (Turchia) e in Francia, quando ormai la guerra volgeva a termine; in questi anni in Africa conobbe un'infermiera connazionale, che sposò nel 1915. Fu poi stanziato nella Vecchia Inghilterra nell'ottobre 1919; lì lavorò come segretario privato di un importante ufficiale sino al 1921, anno del suo ritorno in Australia con la moglie e i giovanissimi figli.
Per gran parte degli anni del Primo dopoguerra visse nelle varie zone outback dell'Australia centrale, facendo i più svariati lavori; così ebbe l'opportunità di conoscere la cultura e la mentalità degli aborigeni, da secoli abitanti di quelle terribili terre. Divenne poi membro dell'Australian Geological Society - il suo compito era coordinare le spedizioni scientifiche nel Queensland; in particolare, nel 1948 condusse una spedizione nel Cratere di Wolfe Creek, il celebre astroblema, sfondo del suo romanzo The Will of the Tribe (1962). Successivamente, si trasferì a Bermagui, poi a Bowral, nel Nuovo Galles del Sud - la regione di Sydney; la sua ultima opera, il romanzo incompiuto The Lake Frome Monster, fu pubblicata nel 1966 dopo essere stato terminato da J.L. Price e Dorothy Stange.